# Centro de pruebas de invierno Fiat Arjeplog

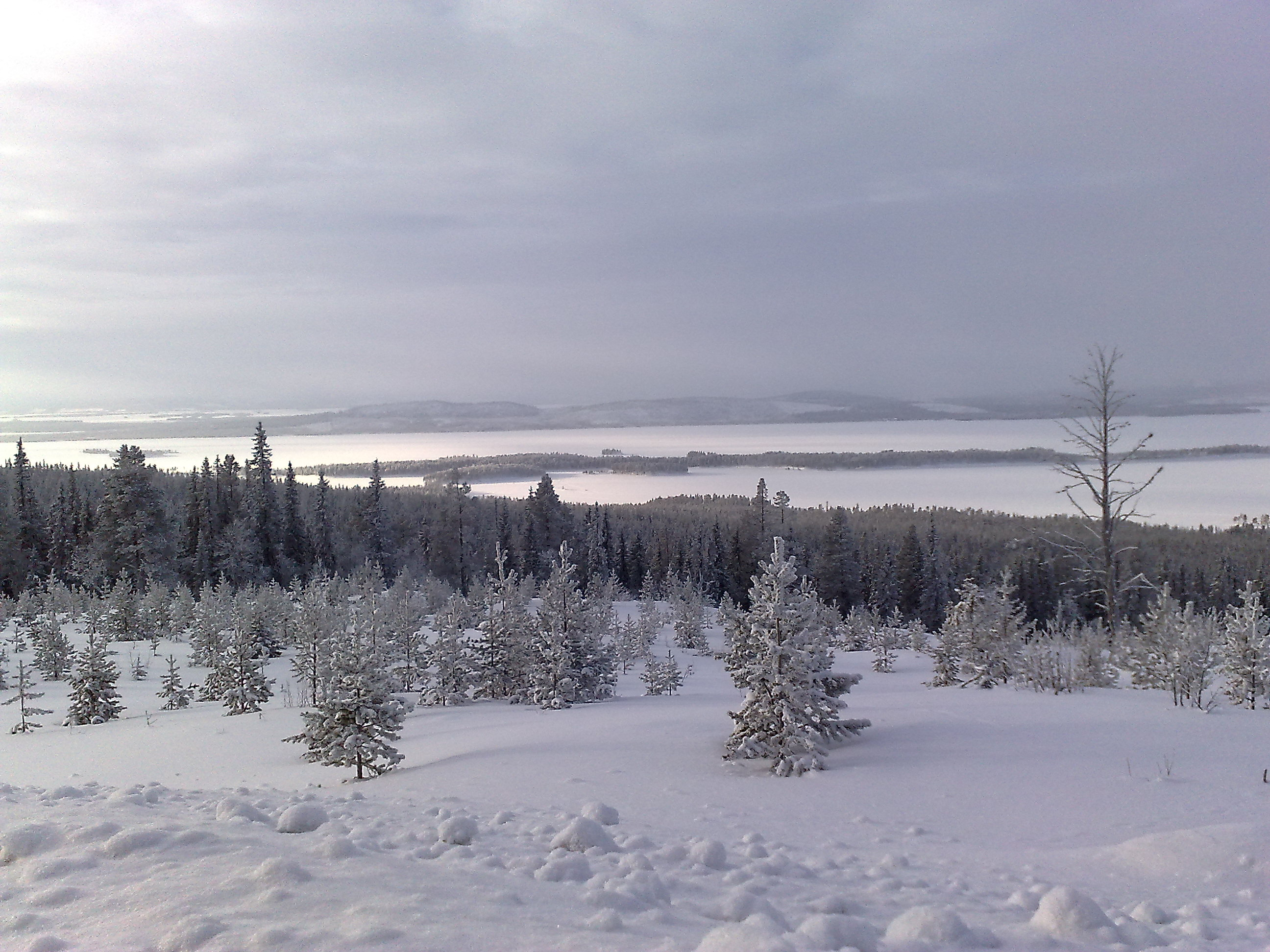
Vista de Arjeplog

El Centro de pruebas de invierno Fiat Arjeplog es una complejo de pruebas dinámicas de propiedad de Fiat S.p.A. Se encuentra situado a unos 100 km al sur del círculo polar ártico, en el municipio Arjeplog, región de Laponia, Suecia, en una zona de clima extremo y temperaturas bajo cero. Ocupa más de 1100 hectáreas y en el existen diferentes pistas de pruebas y circuitos, con diferentes recorridos, para en condiciones climatológicas adversas contrastar los resultados dinámicos de los prototipos y productos de Fiat Group Automobiles, Chrysler Group LLC, Maserati y Ferrari.

## El centro
El recinto del centro ocupa un superficie de 500 hectáreas. Además, tiene a su disposición para llevar a cabo sus pruebas una superficie adicional de más de 600 hectáreas entre superficie sobre tierra y el área del lago. En total son 17 las pistas de pruebas y 1.100 hectáreas situadas tanto sobre tierra, como sobre el lago que en invierno permanece helado. Para que el trazado de las pistas se mantenga lo más aproximado posible cada invierno, su recorrido se traza cada año mediante coordenadas GPS.
Debido al clima extremo y las temperaturas bajo cero del lugar, que tienen un efecto adverso sobre el rendimiento y estado de los componentes de un vehículo, las pruebas de invierno son algunas de las pruebas más duras que se pueden realizar a un automóvil. El centro de Arjeplog comprueba el rendimiento de los vehículos y prototipos, los sistemas de frenos (ABS, ESP, ASR, TC), los sistemas de tracción a las cuatro ruedas, la motricidad de los automóviles, el sistema de climatización, las prestacones dinámicas y el confort de marcha en terrenos baja adherencia. Adicionalmente también se comprueba como se comporta el bastidor y los interiores en esas condiciones. Cada vehículo se somete a un ciclo de pruebas rigurosas, y los datos obtenidos son interpretados con el fin afinar el rendimiento del vehículo.

## Pistas
Las pistas para las pruebas se dividen en dos zonas, que son las pistas sobre tierra y las pistas sobre el lago helado. 

### Tierra
- Pruebas de capacidad de ascenso con pendientes del 10%, 15% y 20%.
- Prueba de conducción a través del bosque.
- Ensayos de los frenos sobre hielo pulido.
- Pista de asfalto caliente.

### Lago
- Pista circular de pruebas para el sistema ESP con un diámetro de 200 metros. Para obtener una superficie lo más plana posible se pule tres veces el hielo con maquinaría especial diseñada para ese fin.
- Pista circular de pruebas para el control de tracción, realizadas sobre un gran cirulo de 450 metros de diámetro.
- Prueba de conducción sobre hielo. Este circuito tiene una longitud de aproximadamente 3 kilómetros.